# Grand Prix Francji 1974
Grand Prix Francji 1974 (oryg. Grand Prix de France) – dziewiąta runda Mistrzostw Świata Formuły 1 w sezonie 1974, która odbyła się 7 lipca 1974, po raz pierwszy na torze Dijon-Prenois.
60. Grand Prix Francji, 24. zaliczane do Mistrzostw Świata Formuły 1.

## Klasyfikacja
| Legenda oznaczeń w tabelach wyników Wyświetl szablon na nowej stronie | Legenda oznaczeń w tabelach wyników Wyświetl szablon na nowej stronie                                                                     |
| Oznaczenie                                                            | Wyjaśnienie |
| --------------------------------------------------------------------- | --- |
| Złoty                                                                 | Zwycięzca lub mistrzostwo |
| Srebrny                                                               | 2. miejsce lub wicemistrzostwo |
| Brązowy                                                               | 3. miejsce lub II wicemistrzostwo |
| Zielony                                                               | Ukończył, punktował (w klasyfikacji generalnej, gdy zdobył co najmniej jeden punkt na przestrzeni sezonu, poza trzema powyższymi opcjami) |
| Niebieski                                                             | Ukończył, nie punktował (w klasyfikacji generalnej, gdy nie zdobył co najmniej jednego punktu na przestrzeni sezonu)                      |
| Czerwony                                                              | Nie zakwalifikował się (NZ) |
| Czerwony                                                              | Nie prekwalifikował się (NPK) |
| Różowy                                                                | Nie ukończył (NU) |
| Różowy                                                                | Niesklasyfikowany (NS) (w klasyfikacji generalnej, gdy nie został sklasyfikowany w żadnym wyścigu sezonu)                                 |
| Czarny                                                                | Zdyskwalifikowany (DK) |
| Czarny                                                                | Wykluczony (WYK/EX) |
| Biały                                                                 | Nie wystartował (NW) |
| Biały                                                                 | Kontuzjowany (K/INJ) |
| Biały                                                                 | Wyścig odwołany (OD/C) |
| Bez koloru                                                            | Został wycofany (WYC/WD) |
| Bez koloru                                                            | Nie przybył (NP/DNA) |
| Bez koloru                                                            | Nie brał udziału w treningach (NT/DNP) |
| Bez koloru                                                            | Nie został zgłoszony (–) |
| Pogrubienie                                                           | Start z pole position |
| Kursywa                                                               | Najszybsze okrążenie wyścigu |
| †                                                                     | Nie ukończył, ale jego rezultat został zaliczony ze względu na przejechanie więcej niż 90% dystansu wyścigu.                              |
| *                                                                     | Sezon w trakcie |
| 1/2/3                                                                 | Punktowana pozycja w sprincie kwalifikacyjnym                                                                                             |
| Lista systemów punktacji Formuły 1                                    | |

Źródło: F1Ultra
| Poz. | Nr. | Kierowca              | Konstruktor       | Okrążenia | Czas/powód NU | Poz. start. | Punkty |
| ---- | --- | --------------------- | ----------------- | --------- | ------------- | ----------- | ------ |
| 1    | 1   | Ronnie Peterson       | Lotus-Ford        | 80        | 1:21:55.02    | 2           | 9      |
| 2    | 12  | Niki Lauda            | Ferrari           | 80        | + 20.36       | 1           | 6      |
| 3    | 11  | Clay Regazzoni        | Ferrari           | 80        | + 27.84       | 4           | 4      |
| 4    | 3   | Jody Scheckter        | Tyrrell-Ford      | 80        | + 28.11       | 7           | 3      |
| 5    | 2   | Jacky Ickx            | Lotus-Ford        | 80        | + 37.54       | 13          | 2      |
| 6    | 6   | Denny Hulme           | McLaren-Ford      | 80        | + 38.14       | 11          | 1      |
| 7    | 33  | Mike Hailwood         | McLaren-Ford      | 79        | + 1 okrążenie | 6           |        |
| 8    | 4   | Patrick Depailler     | Tyrrell-Ford      | 79        | + 1 okrążenie | 9           |        |
| 9    | 20  | Arturo Merzario       | Iso Marlboro-Ford | 79        | + 1 okrążenie | 15          |        |
| 10   | 14  | Jean-Pierre Beltoise  | BRM               | 79        | + 1 okrążenie | 17          |        |
| 11   | 10  | Vittorio Brambilla    | March-Ford        | 79        | + 1 okrążenie | 16          |        |
| 12   | 17  | Jean-Pierre Jarier    | Shadow-Ford       | 79        | + 1 okrążenie | 12          |        |
| 13   | 26  | Graham Hill           | Lola-Ford         | 78        | + 2 Okrążeń   | 21          |        |
| 14   | 37  | François Migault      | BRM               | 78        | + 2 Okrążeń   | 22          |        |
| 15   | 27  | Guy Edwards           | Lola-Ford         | 77        | + 3 Okrążeń   | 20          |        |
| 16   | 28  | John Watson           | Brabham-Ford      | 76        | + 4 Okrążeń   | 14          |        |
| NU   | 5   | Emerson Fittipaldi    | McLaren-Ford      | 27        | Silnik        | 5           |        |
| NU   | 7   | Carlos Reutemann      | Brabham-Ford      | 24        | Sterowność    | 8           |        |
| NU   | 19  | Jochen Mass           | Surtees-Ford      | 4         | Sprzęgło      | 18          |        |
| NU   | 16  | Tom Pryce             | Shadow-Ford       | 1         | Kolizja       | 3           |        |
| NU   | 15  | Henri Pescarolo       | BRM               | 1         | Sprzęgło      | 19          |        |
| NU   | 24  | James Hunt            | Hesketh-Ford      | 0         | Kolizja       | 10          |        |
| NZ   | 22  | Vern Schuppan         | Ensign-Ford       |           |               |             |        |
| NZ   | 8   | Rikky von Opel        | Brabham-Ford      |           |               |             |        |
| NZ   | 34  | Carlos Pace           | Brabham-Ford      |           |               |             |        |
| NZ   | 21  | Jean-Pierre Jabouille | Iso Marlboro-Ford |           |               |             |        |
| NZ   | 9   | Hans Joachim Stuck    | March-Ford        |           |               |             |        |
| NZ   | 18  | José Dolhem           | Surtees-Ford      |           |               |             |        |
| NZ   | 23  | Leo Kinnunen          | Surtees-Ford      |           |               |             |        |
| NZ   | 43  | Gérard Larrousse      | Brabham-Ford      |           |               |             |        |